# 테아나우

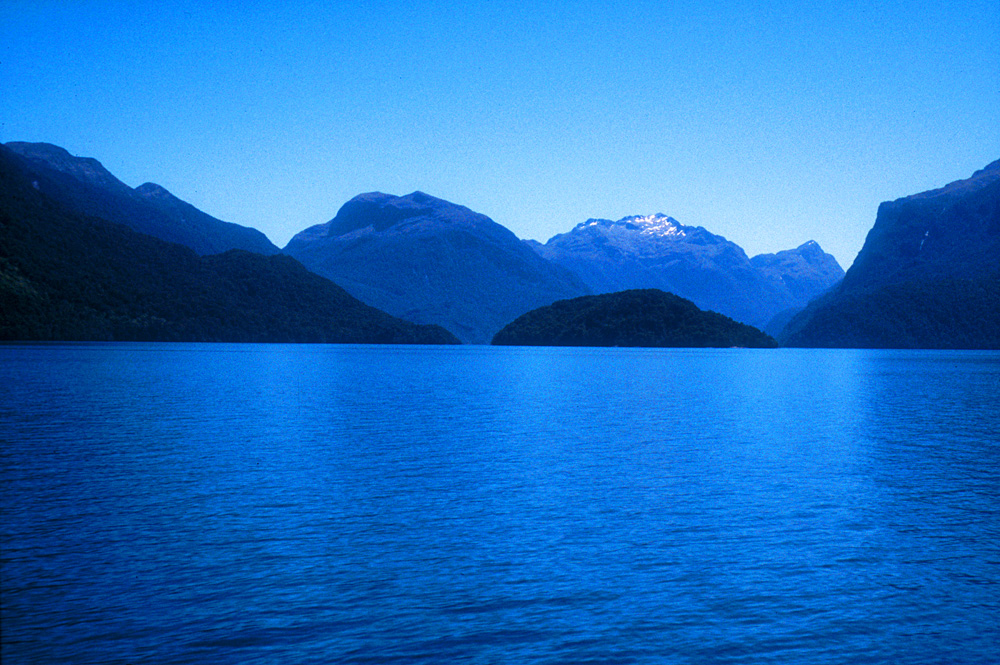
테아나우 호수의 전경

테아나우(Te Anau)는 뉴질랜드 남섬에 있는 타운이다. 피오르드랜드의 테아나우 호수 동쪽 호숫가에 있다.

## 개요
테아나우 호수는 남섬에서는 가장 크고, 뉴질랜드에서는 타우포 호수 다음으로 큰 호수이다. 2001년 인구조사에서는 테아나우 타운의 인구가 1,857명이라고 밝히고 있다. 테아나우는 널찍한 숙박시설을 가지고 있으며, 하루에는 3000명을 수용할 수 있다.
관광과 농업이 주요 이 지역에서 경제 활동이다. 피오르드랜드 국립공원 변두리에 위치하기 때문에, 유명한 하이킹과 야생으로 들어가는 입구가 된다. 많은 조류 종들이 이 지역에서 발견되며, 가장 유명한 것은 피요르드랜드 야생공원에서 발견되는 멸종위기에 빠진 타카헤라는 새이다.
테아나우는 남쪽의 인버카길, 북쪽의 퀸스타운, 동쪽의 고어, 남쪽의 마나포우리와 고속도로로 연결되어 있다. 테아나우는 밀포드 사운드로 이어지는 밀포드 로드의 출발점이며, 그 고속도로는 북쪽으로 120km에 달한다.
테아나우에는 두 개의 학교가 있으며, 피요르드랜드 컬리지와 테아나우 초등학교가 있다.

## 갤러리

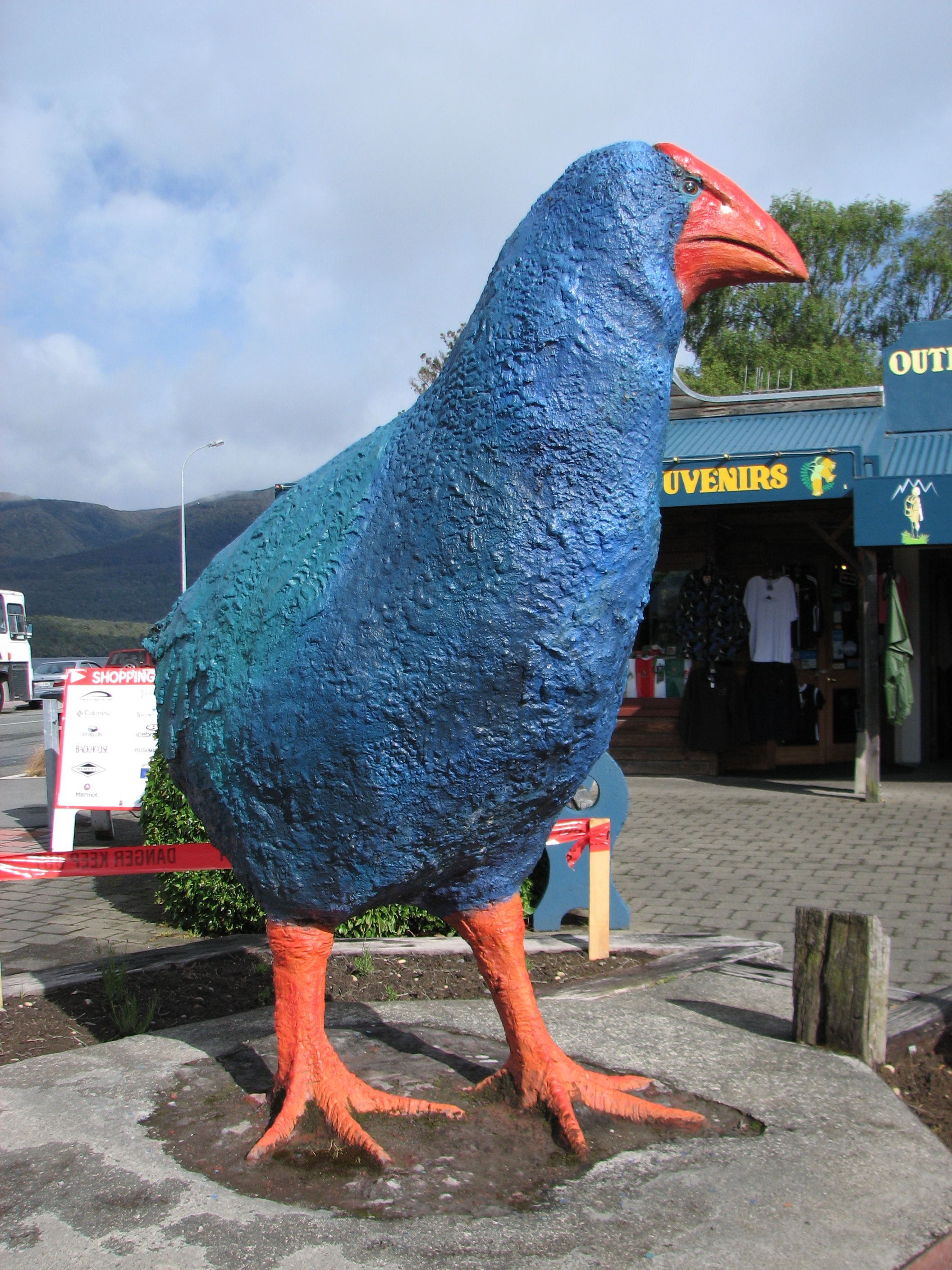
테아나우에 있는 타카헤 조각
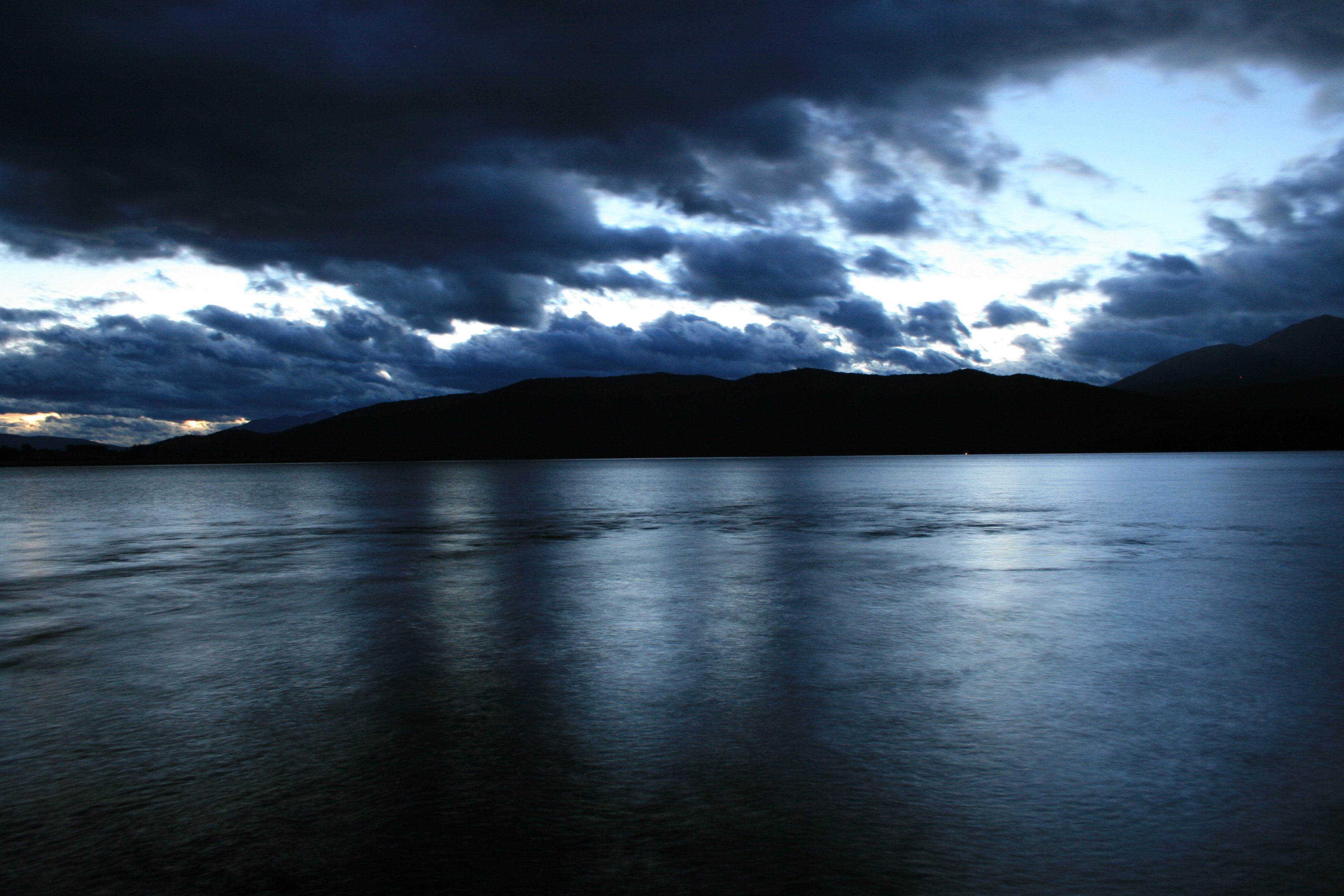
황혼의 테아나우 호수